# گورستان فیروزآباد ۲
قبرستان فیروز آباد ۲ در شهرستان خاش، بخش نوک آباد، دهستان نوک آباد، ۲۰۰ متری شرق روستای فیروز آباد واقع شده و این اثر در تاریخ ۱۲ دی ۱۳۸۶ با شمارهٔ ثبت ۲۰۳۷۲ به‌عنوان یکی از آثار ملی ایران به ثبت رسیده است.